# Sinularia macropodia
Sinularia macropodia is een zachte koraalsoort uit de familie Alcyoniidae. De koraalsoort komt uit het geslacht Sinularia. Sinularia macropodia werd in 1900 voor het eerst wetenschappelijk beschreven door Hickson & Hiles. 